# یواس‌اس بنیشیا (پی‌جی-۹۶)
یواس‌اس بنیشیا (پی‌جی-۹۶) (به انگلیسی: USS Benicia (PG-96)) یک کشتی بود که طول آن 164 ft 6 in بود. این کشتی در سال ۱۹۶۹ ساخته شد.